# Norrskata
Norrskata är den näst största ön i kommundelen Korpo i Pargas stad i Åbolands skärgård.
Den bofasta befolkningen består av långt färre än hundra personer, men under sommarmånaderna flerfaldigas invånarantalet. På ön finns bland annat en dagligvaruaffär (Alexandra's som är öppen sommartid), två sommarrestauranger, en bränsleautomat, en gästhamn, hyrstugor, brandstation, ungdomsföreningens hus Heimdal (från 1898), Pingstförsamlingens bönehus, och en kyrka. Norrskatas kyrka är byggd i trä på 1930-talet.
Norrskata var tidigare en ö full av liv och beboddes ännu på 1950-talet av ungefär 600 personer, men sedan dess har urbaniseringen lett till att invånarantalet sjunkit. Norrskata har haft post, bank, flera butiker, bageri, pensionat, två lågstadieskolor (grundad 1894), egna frivilliga brandkåren, polis, hälsosyster, och mycket annat som idag mestadels hör historien till. Lågstadieskolan stängdes så sent som år 2000. Den gamla skolbyggnaden är i privat ägo men står ibland till Norrskata byaråds förfogande mot betalning för sammankomster och evenemang.
Den viktigaste kommunikationen utgörs av Finlands Färjetrafik Ab (Finnferries, tidigare vägverkets, Destias) landsvägsfärjor m/s Aura och l/a Stella förbinder Norrskata med Korpo kyrkland. Dessutom trafikerar Arctias (tidigare sjöfartsstyrelsens, Finstaships) förbindelsebåt M/S Falkö en rutt som tangerar Houtsala by (Lavarn) många gånger om dagen, och M/S Finnö en rutt som når Havträsk by några gånger i veckan.
Terrängen på Norrskata är mycket platt. Öns högsta punkt är 39 meter över havet. Den sträcker sig 6,6 kilometer i nord-sydlig riktning, och 4,6 kilometer i öst-västlig riktning.  I omgivningarna runt Norrskata växer i huvudsak lundskog.